# فهرست قنات‌های شهرستان آشتیان
جدول زیر بر اساس آمار وزارت جهاد کشاورزیتهیه شده‌است. فهرست زیر قنات‌های شهرستان آشتیان در استان مرکزی را نشان می‌دهد.
| نام قنات          | موقعیت                   | نزدیک‌ترین روستا | طول قنات (متر) | تعداد میله چاه | عمق مادر چاه | دبی (لیتر بر ثانیه) | سطح زیر کشت (هکتار) |
| ----------------- | ------------------------ | --------------- | -------------- | -------------- | ------------ | ------------------- | ------------------- |
| آب بالا           | بخش مرکزی شهرستان آشتیان | مزرعه نو        | ۰              | ۲۵             | ۰            | ۳                   | ۲                   |
| آب شور            | بخش مرکزی شهرستان آشتیان | سیاوشان         | ۰              | ۲۰             | ۰            | ۳                   | ۲                   |
| آب پایین          | بخش مرکزی شهرستان آشتیان | درسان           | ۰              | ۸              | ۰            | ۸                   | ۵                   |
| أدینه رود         | بخش مرکزی شهرستان آشتیان | اشتیان          | ۰              | ۵۰             | ۰            | ۶                   | ۳                   |
| ابدراز            | بخش مرکزی شهرستان آشتیان | انانجرود        | ۰              | ۸              | ۰            | ۱۲                  | ۷                   |
| ابراهیم‌آباد       | بخش مرکزی شهرستان آشتیان | اهو             | ۰              | ۸              | ۰            | ۸                   | ۳                   |
| احمدآباد          | بخش مرکزی شهرستان آشتیان | فیض‌آباد         | ۰              | ۱۲             | ۰            | ۳                   | ۲                   |
| احمدآباد          | بخش مرکزی شهرستان آشتیان | اشتیان          | ۰              | ۲۰             | ۰            | ۲۵                  | ۲۰                  |
| ادینه             | بخش مرکزی شهرستان آشتیان | اشتیان          | ۰              | ۵۰             | ۰            | ۲۰                  | ۱۶                  |
| ارالوق            | بخش مرکزی شهرستان آشتیان | سرهرود          | ۰              | ۲۰             | ۰            | ۵                   | ۳                   |
| ارغوانی           | بخش مرکزی شهرستان آشتیان | هزارآباد        | ۰              | ۴              | ۰            | ۱۰                  | ۵                   |
| اسکندپایین        | بخش مرکزی شهرستان آشتیان | سیاوشان         | ۰              | ۲۰             | ۰            | ۱                   | ۰٫۵                 |
| الیانی            | بخش مرکزی شهرستان آشتیان | اشتیان          | ۰              | ۱۵             | ۰            | ۳                   | ۱٫۵                 |
| امروره بالا       | بخش مرکزی شهرستان آشتیان | اشتیان          | ۰              | ۳۵             | ۰            | ۱۳                  | ۱۰                  |
| امروره پایین سفلی | بخش مرکزی شهرستان آشتیان | اشتیان          | ۰              | ۱۵             | ۰            | ۲۵                  | ۲۰                  |
| امروره پایین علیا | بخش مرکزی شهرستان آشتیان | اشتیان          | ۰              | ۳۰             | ۰            | ۷                   | ۵                   |
| امیرآباد          | بخش مرکزی شهرستان آشتیان | امیرآباد        | ۰              | ۳۰             | ۰            | ۱۵                  | ۱۰                  |
| اوش تپه           | بخش مرکزی شهرستان آشتیان | محسن‌آباد        | ۰              | ۴۰             | ۰            | ۲۰                  | ۱۵                  |
| اچبلاغ بالا       | بخش مرکزی شهرستان آشتیان | اهو             | ۰              | ۸              | ۰            | ۳                   | ۱                   |
| اچبلاغ پایین      | بخش مرکزی شهرستان آشتیان | اهو             | ۰              | ۷              | ۰            | ۷                   | ۳                   |
| اکبرآباد          | بخش مرکزی شهرستان آشتیان | شوره بالا       | ۰              | ۲۵             | ۰            | ۵                   | ۳                   |
| باغ حنا           | بخش مرکزی شهرستان آشتیان | درسان           | ۰              | ۵              | ۰            | ۵                   | ۲                   |
| باغات             | بخش مرکزی شهرستان آشتیان | اهو             | ۰              | ۱۲             | ۰            | ۳                   | ۰                   |
| بن چنار           | بخش مرکزی شهرستان آشتیان | بن چنار         | ۰              | ۲۲             | ۰            | ۲                   | ۰٫۸۰۰۰۰۰۰۱۱۹۲۰۹۲۹   |
| بوقه              | بخش مرکزی شهرستان آشتیان | سرهرود          | ۰              | ۸              | ۰            | ۵                   | ۳                   |
| بچه باد پایین     | بخش مرکزی شهرستان آشتیان | اشتیان          | ۰              | ۱۵             | ۰            | ۱۰                  | ۷                   |
| بچه‌آباد           | بخش مرکزی شهرستان آشتیان | اشتیان          | ۰              | ۱۰             | ۰            | ۸                   | ۷                   |
| تاج عباس          | بخش مرکزی شهرستان آشتیان | اهو             | ۰              | ۶              | ۰            | ۵                   | ۳                   |
| جعفرآباد          | بخش مرکزی شهرستان آشتیان | جعفرآباد        | ۰              | ۱۵۰            | ۰            | ۸                   | ۵                   |
| جلگه زاوه         | بخش مرکزی شهرستان آشتیان | بن چنار         | ۰              | ۲۵             | ۰            | ۱۰                  | ۷                   |
| جنت‌آباد           | بخش مرکزی شهرستان آشتیان | مزرعه نو        | ۰              | ۳۰             | ۰            | ۳                   | ۳                   |
| جوزه              | بخش مرکزی شهرستان آشتیان | اشتیان          | ۰              | ۴۰             | ۰            | ۱۵                  | ۱۰                  |
| حاجی‌آباد          | بخش مرکزی شهرستان آشتیان | اهو             | ۰              | ۴              | ۰            | ۵                   | ۳                   |
| حاجی‌آباد          | بخش مرکزی شهرستان آشتیان | گرگان           | ۰              | ۲۰             | ۰            | ۳                   | ۱٫۵                 |
| حسین گلی          | بخش مرکزی شهرستان آشتیان | فیض‌آباد         | ۰              | ۳۰             | ۰            | ۵                   | ۳                   |
| حسین‌آباد          | بخش مرکزی شهرستان آشتیان | دستجرده         | ۰              | ۲۰             | ۰            | ۷                   | ۵                   |
| حسین‌آباد          | بخش مرکزی شهرستان آشتیان | سیاوشان         | ۰              | ۱۵             | ۰            | ۸                   | ۴                   |
| حسین‌آباد          | بخش مرکزی شهرستان آشتیان | گرگان           | ۰              | ۱۰             | ۰            | ۱۲                  | ۷                   |
| حسین‌آباد          | بخش مرکزی شهرستان آشتیان | چشمه            | ۰              | ۳۵             | ۰            | ۶                   | ۵                   |
| حسین‌آباد          | بخش مرکزی شهرستان آشتیان | نجف‌آباد         | ۰              | ۱۵۰            | ۰            | ۲۰                  | ۱۵                  |
| حسین‌آباد ذاکری    | بخش مرکزی شهرستان آشتیان | مزرعه نو        | ۰              | ۲۵             | ۰            | ۷                   | ۲                   |
| حسین‌آباد ملامحمد  | بخش مرکزی شهرستان آشتیان | گرگان           | ۰              | ۲۰             | ۰            | ۷                   | ۴                   |
| حصارچی            | بخش مرکزی شهرستان آشتیان | هزارآباد        | ۰              | ۴              | ۰            | ۳                   | ۲                   |
| حضرا              | بخش مرکزی شهرستان آشتیان | هزارآباد        | ۰              | ۲              | ۰            | ۱۰                  | ۲                   |
| حیدرآباد          | بخش مرکزی شهرستان آشتیان | درسان           | ۰              | ۱۰             | ۰            | ۸                   | ۳                   |
| خاتلر             | بخش مرکزی شهرستان آشتیان | زرنوشه          | ۰              | ۱۰             | ۰            | ۵                   | ۳                   |
| خانیه             | بخش مرکزی شهرستان آشتیان | اشتیان          | ۰              | ۴۰             | ۰            | ۲۵                  | ۲۰                  |
| خاکباز            | بخش مرکزی شهرستان آشتیان | چشمه            | ۰              | ۳۵             | ۰            | ۷                   | ۶                   |
| خراب              | بخش مرکزی شهرستان آشتیان | بهارستان        | ۰              | ۱۴             | ۰            | ۲۲                  | ۵                   |
| خراب پایین        | بخش مرکزی شهرستان آشتیان | بهارستان        | ۰              | ۲۰             | ۰            | ۱۲                  | ۵                   |
| خردمک             | بخش مرکزی شهرستان آشتیان | بهارستان        | ۰              | ۲۰             | ۰            | ۱                   | ۰٫۵                 |
| خنیه رود          | بخش مرکزی شهرستان آشتیان | بن چنار         | ۰              | ۵۰             | ۰            | ۸                   | ۳                   |
| خورچه بالا        | بخش مرکزی شهرستان آشتیان | خورچه           | ۰              | ۳۵             | ۰            | ۱۰                  | ۷                   |
| خورچه پایین       | بخش مرکزی شهرستان آشتیان | خورچه           | ۰              | ۲۰             | ۰            | ۳                   | ۲                   |
| خوشاب             | بخش مرکزی شهرستان آشتیان | فیض‌آباد         | ۰              | ۲۵             | ۰            | ۳                   | ۲                   |
| دارک              | بخش مرکزی شهرستان آشتیان | اهو             | ۰              | ۳              | ۰            | ۵                   | ۳                   |
| دروغگو            | بخش مرکزی شهرستان آشتیان | بهارستان        | ۰              | ۱۰             | ۰            | ۲۵                  | ۸                   |
| درگوش             | بخش مرکزی شهرستان آشتیان | درگوش           | ۰              | ۷۰             | ۰            | ۲۵                  | ۲۰                  |
| دستجرده           | بخش مرکزی شهرستان آشتیان | دستجرده         | ۰              | ۳۰             | ۰            | ۱۰                  | ۸                   |
| دشت آهو           | بخش مرکزی شهرستان آشتیان | اهو             | ۰              | ۱۵             | ۰            | ۲۰                  | ۱۷                  |
| دشت تیکه          | بخش مرکزی شهرستان آشتیان | اهو             | ۰              | ۱۰             | ۰            | ۲٫۵                 | ۲                   |
| دشت میز           | بخش مرکزی شهرستان آشتیان | اشتیان          | ۰              | ۳۰             | ۰            | ۴۰                  | ۱۰                  |
| دشت چال           | بخش مرکزی شهرستان آشتیان | اشتیان          | ۰              | ۵۰             | ۰            | ۲۵                  | ۲۰                  |
| دم آب             | بخش مرکزی شهرستان آشتیان | محسن‌آباد        | ۰              | ۲۰             | ۰            | ۳                   | ۲                   |
| دمواباد           | بخش مرکزی شهرستان آشتیان | اشتیان          | ۰              | ۱۵             | ۰            | ۱۲                  | ۷                   |
| دمیل اسدآباد      | بخش مرکزی شهرستان آشتیان | اشتیان          | ۰              | ۸              | ۰            | ۴۰                  | ۳۰                  |
| ده                | بخش مرکزی شهرستان آشتیان | گرگان           | ۰              | ۴۰             | ۰            | ۱۵                  | ۱۰                  |
| دورب              | بخش مرکزی شهرستان آشتیان | شوجوق           | ۰              | ۴۰             | ۰            | ۷                   | ۵                   |
| راچان             | بخش مرکزی شهرستان آشتیان | اهو             | ۰              | ۶              | ۰            | ۲۰                  | ۱۶                  |
| رضاآباد           | بخش مرکزی شهرستان آشتیان | انانجرود        | ۰              | ۳۰             | ۰            | ۷                   | ۵                   |
| ریزآب             | بخش مرکزی شهرستان آشتیان | بهارستان        | ۰              | ۱۰             | ۰            | ۵                   | ۰                   |
| زاغالو            | بخش مرکزی شهرستان آشتیان | سیاوشان         | ۰              | ۳۰             | ۰            | ۵                   | ۳                   |
| زنگ‌آباد           | بخش مرکزی شهرستان آشتیان | زنگ‌آباد         | ۰              | ۳۰             | ۰            | ۱۵                  | ۱۰                  |
| سرکلان            | بخش مرکزی شهرستان آشتیان | درسان           | ۰              | ۲۵             | ۰            | ۳۰                  | ۲۰                  |
| سریچه             | بخش مرکزی شهرستان آشتیان | درسان           | ۰              | ۸              | ۰            | ۱۵                  | ۱۰                  |
| سعدآباد           | بخش مرکزی شهرستان آشتیان | سورآباد         | ۰              | ۲۰             | ۰            | ۳                   | ۲                   |
| سعیدآباد          | بخش مرکزی شهرستان آشتیان | سعیدآباد        | ۰              | ۵۰             | ۰            | ۲                   | ۱                   |
| سفرآباد           | بخش مرکزی شهرستان آشتیان | کردیجان         | ۰              | ۷۰             | ۰            | ۵                   | ۳                   |
| سنجرود            | بخش مرکزی شهرستان آشتیان | شوجوق           | ۰              | ۲۰             | ۰            | ۷                   | ۵                   |
| سین جیدک علیا     | بخش مرکزی شهرستان آشتیان | هزارآباد        | ۰              | ۸              | ۰            | ۱۰                  | ۶                   |
| شرشرک             | بخش مرکزی شهرستان آشتیان | بهارستان        | ۰              | ۵              | ۰            | ۳                   | ۲                   |
| شوجوق سفلی        | بخش مرکزی شهرستان آشتیان | شوجوق           | ۰              | ۳۵             | ۰            | ۵                   | ۳                   |
| شوجوق علیا        | بخش مرکزی شهرستان آشتیان | شوجوق           | ۰              | ۵۰             | ۰            | ۶                   | ۳                   |
| شور               | بخش مرکزی شهرستان آشتیان | تاج‌آباد         | ۰              | ۴۰             | ۰            | ۱۰                  | ۷                   |
| شوره پایین        | بخش مرکزی شهرستان آشتیان | شوره پایین      | ۰              | ۱۵             | ۰            | ۵                   | ۳٫۵                 |
| شورک‌آباد          | بخش مرکزی شهرستان آشتیان | فیض‌آباد         | ۰              | ۲۲             | ۰            | ۱۵                  | ۱۲                  |
| شیخ علی کوسه      | بخش مرکزی شهرستان آشتیان | فیض‌آباد         | ۰              | ۳۰             | ۰            | ۳                   | ۲                   |
| شیره رود          | بخش مرکزی شهرستان آشتیان | گرگان           | ۰              | ۱۳             | ۰            | ۱۲                  | ۷                   |
| شیرین             | بخش مرکزی شهرستان آشتیان | تاج‌آباد         | ۰              | ۴۰             | ۰            | ۱۰                  | ۷                   |
| صالح‌آباد          | بخش مرکزی شهرستان آشتیان | صالح‌آباد        | ۰              | ۳۰             | ۰            | ۲۵                  | ۱۶                  |
| صفرآباد           | بخش مرکزی شهرستان آشتیان | صفرآباد         | ۰              | ۵۰             | ۰            | ۵                   | ۳                   |
| عباس‌آباد بالا     | بخش مرکزی شهرستان آشتیان | سیاوشان         | ۰              | ۲۵             | ۰            | ۱۰                  | ۵                   |
| عباس‌آباد پایین    | بخش مرکزی شهرستان آشتیان | سیاوشان         | ۰              | ۵۰             | ۰            | ۱۰                  | ۶                   |
| عزیزآباد          | بخش مرکزی شهرستان آشتیان | نادرآباد        | ۰              | ۳۰             | ۰            | ۱۲                  | ۸                   |
| عزیزآباد کهنه     | بخش مرکزی شهرستان آشتیان | نادرآباد        | ۰              | ۴۰             | ۰            | ۱                   | ۰٫۳۰۰۰۰۰۰۱۱۹۲۰۹۲۹   |
| عسلی              | بخش مرکزی شهرستان آشتیان | سیاوشان         | ۰              | ۵              | ۰            | ۱                   | ۰٫۳۰۰۰۰۰۰۱۱۹۲۰۹۲۹   |
| عمرآباد           | بخش مرکزی شهرستان آشتیان | گرگان           | ۰              | ۲۲             | ۰            | ۱۰                  | ۸                   |
| غیاث‌آباد          | بخش مرکزی شهرستان آشتیان | چشمه            | ۰              | ۴۰             | ۰            | ۷                   | ۵                   |
| فیض‌آباد           | بخش مرکزی شهرستان آشتیان | فیض‌آباد         | ۰              | ۲۴             | ۰            | ۴                   | ۰                   |
| فیض‌آباد           | بخش مرکزی شهرستان آشتیان | زرنوشه          | ۰              | ۱۰             | ۰            | ۱۰                  | ۸                   |
| قاسم‌آباد          | بخش مرکزی شهرستان آشتیان | گرگان           | ۰              | ۱۰             | ۰            | ۵                   | ۲٫۵                 |
| قاسم‌آباد          | بخش مرکزی شهرستان آشتیان | گرگان           | ۰              | ۳۰             | ۰            | ۱۰                  | ۶                   |
| قاضی              | بخش مرکزی شهرستان آشتیان | گرگان           | ۰              | ۱۰             | ۰            | ۲۰                  | ۱۵                  |
| قرقاش             | بخش مرکزی شهرستان آشتیان | موسی‌آباد        | ۰              | ۱۸             | ۰            | ۸                   | ۲                   |
| قزقان‌آباد         | بخش مرکزی شهرستان آشتیان | هزارآباد        | ۰              | ۷              | ۰            | ۵                   | ۳                   |
| قزل چشمه          | بخش مرکزی شهرستان آشتیان | درسان           | ۰              | ۴              | ۰            | ۳                   | ۲                   |
| قلعه ییغمبری      | بخش مرکزی شهرستان آشتیان | درسان           | ۰              | ۷              | ۰            | ۲۵                  | ۲۰                  |
| قنبرعلی           | بخش مرکزی شهرستان آشتیان | بهارستان        | ۰              | ۳              | ۰            | ۱                   | ۰                   |
| لاریان            | بخش مرکزی شهرستان آشتیان | هزارآباد        | ۰              | ۱۰             | ۰            | ۱۲                  | ۸                   |
| لقمی              | بخش مرکزی شهرستان آشتیان | اشتیان          | ۰              | ۲۷             | ۰            | ۲۵                  | ۲۰٫۵                |
| لنجرود            | بخش مرکزی شهرستان آشتیان | اشتیان          | ۰              | ۱۵             | ۰            | ۲۰                  | ۱۵                  |
| مارک              | بخش مرکزی شهرستان آشتیان | انانجرود        | ۰              | ۳۵             | ۰            | ۸                   | ۵                   |
| مبین جیدک سفلی    | بخش مرکزی شهرستان آشتیان | هزارآباد        | ۰              | ۸              | ۰            | ۱۰                  | ۶                   |
| محسن خان          | بخش مرکزی شهرستان آشتیان | محسن‌آباد        | ۰              | ۳۵             | ۰            | ۱۲                  | ۶                   |
| محمودآباد         | بخش مرکزی شهرستان آشتیان | مزرعه نو        | ۰              | ۱۲۰            | ۰            | ۱۲                  | ۶                   |
| مددم‌آباد          | بخش مرکزی شهرستان آشتیان | سیاوشان         | ۰              | ۲۰             | ۰            | ۱۵                  | ۸                   |
| مره پایین         | بخش مرکزی شهرستان آشتیان | نادرآباد        | ۰              | ۸              | ۰            | ۱۲                  | ۸                   |
| مزرعه نو          | بخش مرکزی شهرستان آشتیان | مزرعه نو        | ۰              | ۳۰             | ۰            | ۱۰                  | ۰                   |
| مزیدآباد          | بخش مرکزی شهرستان آشتیان | کوشکک           | ۰              | ۷۰             | ۰            | ۱۲                  | ۵                   |
| مهربان            | بخش مرکزی شهرستان آشتیان | اشتیان          | ۰              | ۶۰             | ۰            | ۶۰                  | ۵۰                  |
| موسی‌آباد          | بخش مرکزی شهرستان آشتیان | موسی‌آباد        | ۰              | ۳۰             | ۰            | ۲۰                  | ۱۲                  |
| میرزاحسابی        | بخش مرکزی شهرستان آشتیان | انانجرود        | ۰              | ۳۰             | ۰            | ۱۳                  | ۱۰                  |
| میرزامحمدعلی      | بخش مرکزی شهرستان آشتیان | اهو             | ۰              | ۱۵             | ۰            | ۶                   | ۲                   |
| نانگرد            | بخش مرکزی شهرستان آشتیان | انانجرود        | ۰              | ۲۵۰            | ۰            | ۱۲                  | ۱۰                  |
| ناورآباد          | بخش مرکزی شهرستان آشتیان | نادرآباد        | ۰              | ۲۵             | ۰            | ۱۵                  | ۱۰                  |
| نجف‌آباد           | بخش مرکزی شهرستان آشتیان | نجف‌آباد         | ۰              | ۱۰۰            | ۰            | ۲۲                  | ۱۵                  |
| نوده              | بخش مرکزی شهرستان آشتیان | نوده            | ۰              | ۱۰۰            | ۰            | ۲۲                  | ۱۵                  |
| نوده              | بخش مرکزی شهرستان آشتیان | درسان           | ۰              | ۴۶             | ۰            | ۴۰                  | ۳۰                  |
| نیگ مزرعه         | بخش مرکزی شهرستان آشتیان | بن چنار         | ۰              | ۳۰             | ۰            | ۱۰                  | ۷                   |
| هزارآباد          | بخش مرکزی شهرستان آشتیان | هزارآباد        | ۰              | ۱۰             | ۰            | ۱۵                  | ۱۰                  |
| هزارخانی          | بخش مرکزی شهرستان آشتیان | اهو             | ۰              | ۸              | ۰            | ۱۲                  | ۱۰                  |
| ورسان             | بخش مرکزی شهرستان آشتیان | درسان           | ۰              | ۲              | ۰            | ۱۰                  | ۵                   |
| وسکندبالا         | بخش مرکزی شهرستان آشتیان | سیاوشان         | ۰              | ۱۵             | ۰            | ۸                   | ۳                   |
| ولی‌آباد           | بخش مرکزی شهرستان آشتیان | بهارستان        | ۰              | ۴۰             | ۰            | ۳                   | ۱٫۵                 |
| پاچمن             | بخش مرکزی شهرستان آشتیان | اهو             | ۰              | ۲۰             | ۰            | ۶                   | ۴                   |
| پن‌آباد            | بخش مرکزی شهرستان آشتیان | کردیجان         | ۰              | ۸              | ۰            | ۵                   | ۳                   |
| چاهک              | بخش مرکزی شهرستان آشتیان | اشتیان          | ۰              | ۲۰             | ۰            | ۳                   | ۱٫۵                 |
| چشمه              | بخش مرکزی شهرستان آشتیان | چشمه            | ۰              | ۳۰             | ۰            | ۱۰                  | ۸                   |
| چشمه              | بخش مرکزی شهرستان آشتیان | چشمه            | ۰              | ۲۵             | ۰            | ۱۰                  | ۷                   |
| چشمه              | بخش مرکزی شهرستان آشتیان | چشمه            | ۰              | ۲۵             | ۰            | ۱۲                  | ۷                   |
| چشمه سرخ          | بخش مرکزی شهرستان آشتیان | مزرعه نو        | ۰              | ۳۰             | ۰            | ۸                   | ۴                   |
| چشمه شان          | بخش مرکزی شهرستان آشتیان | سیاوشان         | ۰              | ۱۸             | ۰            | ۸                   | ۵                   |
| چشمه گاه          | بخش مرکزی شهرستان آشتیان | بهارستان        | ۰              | ۶              | ۰            | ۶                   | ۰                   |
| چمن               | بخش مرکزی شهرستان آشتیان | بهارستان        | ۰              | ۳              | ۰            | ۱۰                  | ۵                   |
| چمن               | بخش مرکزی شهرستان آشتیان | اهو             | ۰              | ۹              | ۰            | ۱٫۵                 | ۱                   |
| چوگان             | بخش مرکزی شهرستان آشتیان | سورآباد         | ۰              | ۲۵             | ۰            | ۲                   | ۲                   |
| کردکارون          | بخش مرکزی شهرستان آشتیان | انانجرود        | ۰              | ۸              | ۰            | ۷                   | ۵                   |
| کردیجان           | بخش مرکزی شهرستان آشتیان | کردیجان         | ۰              | ۸۰             | ۰            | ۱۲                  | ۷                   |
| کردیجان           | بخش مرکزی شهرستان آشتیان | کردیجان         | ۰              | ۴۰             | ۰            | ۷                   | ۳                   |
| کهریز             | بخش مرکزی شهرستان آشتیان | اهو             | ۰              | ۶              | ۰            | ۳                   | ۳                   |
| کهریز             | بخش مرکزی شهرستان آشتیان | سیاوشان         | ۰              | ۲۰             | ۰            | ۲۰                  | ۱۵                  |
| کهریزک            | بخش مرکزی شهرستان آشتیان | اشتیان          | ۰              | ۱۸             | ۰            | ۸                   | ۵                   |
| کورچاه            | بخش مرکزی شهرستان آشتیان | بهارستان        | ۰              | ۷              | ۰            | ۱                   | ۶۵                  |
| کورچشمه           | بخش مرکزی شهرستان آشتیان | سرهرود          | ۰              | ۱۰             | ۰            | ۷                   | ۳                   |
| کورکرس            | بخش مرکزی شهرستان آشتیان | خوراک           | ۰              | ۴۰             | ۰            | ۱۰                  | ۷                   |
| کوشکک             | بخش مرکزی شهرستان آشتیان | کوشکک           | ۰              | ۸۰             | ۰            | ۱۵                  | ۱۰                  |
| کیلان             | بخش مرکزی شهرستان آشتیان | گرگان           | ۰              | ۱۵             | ۰            | ۲۰                  | ۱۵                  |
| کیوار             | بخش مرکزی شهرستان آشتیان | گرگان           | ۰              | ۲۵             | ۰            | ۱۵                  | ۱۰                  |
| گل چمن            | بخش مرکزی شهرستان آشتیان | سورآباد         | ۰              | ۲۰             | ۰            | ۳                   | ۱                   |
| گلشن              | بخش مرکزی شهرستان آشتیان | اشتیان          | ۰              | ۲۰             | ۰            | ۷                   | ۴                   |
| گوجک              | بخش مرکزی شهرستان آشتیان | بهارستان        | ۰              | ۱۰             | ۰            | ۳                   | ۲                   |
| گوگ               | بخش مرکزی شهرستان آشتیان | گرگان           | ۰              | ۳۰             | ۰            | ۸                   | ۵                   |
| یحیی‌آباد          | بخش مرکزی شهرستان آشتیان | چشمه            | ۰              | ۴۰             | ۰            | ۹                   | ۷                   |